# Monsieur Ed, le cheval qui parle
Monsieur Ed, le cheval qui parle (Mister Ed) est une série télévisée américaine, en 143 épisodes de 26 minutes, créée par Walter R. Brooks (en) et diffusée entre le 5 janvier 1961 et le 6 février 1966, tout d'abord en syndication, puis sur le réseau CBS.
En France, la série a été diffusée à partir du 28 mars 1965 sur la première chaîne de l'ORTF. Rediffusion sur Série Club.

## Synopsis
Cette sympathique série met en scène les mésaventures de l'architecte Wilbur Post et de son cheval, Mr Ed. Ce dernier, doué de parole et sarcastique à souhait, crée bien des problèmes à son propriétaire.

## Distribution
- Bamboo Harvester (hongre) : Monsieur Ed
- Allan Lane (VF : Jean Amadou) : Voix de Monsieur Ed
- Alan Young (VF : Daniel Crouet) : Wilbur Post
- Connie Hines : Carol Post
- Larry Keating : Roger Addison (1961-1963)
- Edna Skinner : Kay Addison (1961-1964)
- Leon Ames : Gordon Kirkwood (1963-1965)
- Florence MacMichael : Winnie Kirkwood (1963-1965)

## Récompenses
- Golden Globe 1963 : Meilleure série

## Épisodes

### Pilote (1958)
Le monde merveilleux de Wilbur Post (The Wonderful World of Wilbur Pope)